# Carebaco-Meisterschaft 2002
Die Carebaco-Meisterschaft 2002 im Badminton fand vom 23. bis zum 25. August 2002 in Mayagüez in Puerto Rico statt.

## Sieger und Platzierte
| Disziplin    | Gold                               | Silber                     | Bronze                           |
| ------------ | ---------------------------------- | -------------------------- | -------------------------------- |
| Herreneinzel | Tjitte Weistra                     | Pedro Yang                 | Guilherme Pardo                  |
| Herreneinzel | Tjitte Weistra                     | Pedro Yang                 | Erick Anguiano                   |
| Dameneinzel  | Sandra Jimeno                      | Doriana Rivera             | Jessica Willems                  |
| Dameneinzel  | Sandra Jimeno                      | Doriana Rivera             | Anelissa Micheo                  |
| Herrendoppel | Guilherme Kumasaka Guilherme Pardo | Erick Anguiano Pedro Yang  | Víctor Pérez Ángel Santana       |
| Herrendoppel | Guilherme Kumasaka Guilherme Pardo | Erick Anguiano Pedro Yang  | Juan José Lopez Luis Yang        |
| Damendoppel  | Sandra Jimeno Doriana Rivera       | Sabrina Cassie Zuedi Mack  | Nadine Julien Stephanie Mitchell |
| Damendoppel  | Sandra Jimeno Doriana Rivera       | Sabrina Cassie Zuedi Mack  | Rosemil Olivo Jessica Willems    |
| Mixed        | Tjitte Weistra Doriana Rivera      | Pedro Yang Anelissa Micheo | Luis Yang Antonieta Castro       |
| Mixed        | Tjitte Weistra Doriana Rivera      | Pedro Yang Anelissa Micheo | Víctor Pérez Rosemil Olivo       |
| Teams        | Guatemala                          | Trinidad und Tobago        | Puerto Rico                      |